# Carlo Alberto Viterbo
Carlo Alberto Viterbo (Firenze, 23 gennaio 1889 – Roma, 9 agosto 1974) è stato un avvocato, giornalista e saggista italiano.

## Biografia
Primogenito di Umberto, immobiliarista e di Matilde Levi, pittrice, cresce in famiglia agiata di ascendenze ebraiche assieme al fratello Dario che diverrà un noto scultore. Terminata l'istruzione primaria si iscrive al liceo classico «Michelangiolo» di Firenze e nel 1911 si laurea in Giurisprudenza.
Nel marzo 1915 è richiamato alle armi e partecipa alla prima guerra mondiale come ufficiale di cavalleria. Rientrato dal fronte svolge una regolare attività forense, ma parallelamente, nonostante abbia ricevuto in famiglia una educazione essenzialmente laica, inizia un percorso di avvicinamento al sionismo. Nel 1921 viene eletto presidente della «Federazione sionistica italiana» succedendo a Dante Lattes con il quale, assieme ad Alfonso Pacifici, già suo compagno di classe negli anni di liceo, contribuisce alla fondazione della rivista «La Rassegna mensile di Israel».
Il 9 agosto 1927 dalla moglie Nella Micaela Uzielli, che aveva sposato nel 1918 durante una licenza dal fronte, nasce Giuseppe il suo unico figlio.
Dopo la conquista italiana dell'Etiopia e la proclamazione dell'impero Carlo Alberto Viterbo riceve dall'«Unione delle Comunità Israelitiche italiane», d'intesa con il governo fascista, incarico di recarsi in Etiopia presso l'antica comunità Falascia. La sua missione aveva lo scopo di provvedere all'opera di assistenza e di organizzare le genti dell'Africa Orientale Italiana. Ma dopo l'approvazione delle leggi razziali in Italia Viterbo viene richiamato perché ebreo.
Nel giugno del 1940 è arrestato e, dopo un periodo di detenzione nel carcere romano di Regina Coeli, è trasferito al Campo di internamento di Urbisaglia dove rimane fino al 1º luglio 1941. Durante la permanenza nel campo organizza corsi di ebraico e diviene la guida spirituale dei detenuti ebrei osservanti. 
Rilasciato il 30 giugno 1941 rimane nascosto lontano dalla famiglia e sotto falso nome fino alla liberazione di Roma. I suoi trovano rifugio nel senese presso Monteriggioni.
Nel dopoguerra abbandona la professione di avvocato e torna al giornalismo curando l'edizione di un «Bollettino ebraico di informazioni» e successivamente riprendendo le pubblicazioni della rassegna «Israel» della quale stavolta è anche direttore. Tiene conferenze e lezioni, scrive centinaia di articoli; il suo ultimo editoriale porta la data del il 1º agosto 1974. Muore improvvisamente a Roma il 9 agosto 1974.
È considerato una figura chiave dell'ebraismo italiano.
 Giuseppe Viterbo, il suo unico figlio, ha raccolto in un volume le lettere che il padre aveva scritto a lui tredicenne dal campo d'internamento.

## Opere
- Ebrei di Etiopia, Roma, Carucci, 1959.
- Una via verso l'ebraico - Vocaboli indispensabili e nozioni preliminari, Roma, Carucci, 1959.
- Viterbo Giuseppe, Baiardi M., Cavaglion Alberto (a cura di), Antologia di lettere di Carlo Alberto Viterbo dal campo di internamento di Urbisaglia, Roma, Aska Edizioni, 2015, ISBN 8875422419.